# Kirsten Thorup
Kirsten Thorup (Gelsted, 1942. február 9. –) dán regényíró.

## Háttere és iskolái
Kirsten Thorup 1942-ben született Gelstedben, a dániai Fyn szigetén. Rövid cambridge-i tartózkodás után, ahol gyermeklányként dolgozott, angolt tanult a Koppenhágai Egyetemen, de az első év után abbahagyta.

## Irodalmi művek
Thorup verseskötetek, novelláskötetek, filmekhez, televízióhoz és rádióhoz írt művek szerzője, de leginkább regényeiről ismert, az egyik legolvasottabb dán regényíró. Den lange sommer című regénye 1979-ben jelent meg Dániában. Thorup írói munkássága a modernista kísérletezéstől a realisztikusabb stílus felé mozdult el, regényeinek jellemzően női főszereplői vannak. Két legutóbbi regénye a második világháború idején játszódik Németországban, és az özvegy Harrietről szól, aki a keleti fronton vesztette el férjét.
Kirsten Thorup 2017-ben elnyerte az Északi Tanács irodalmi díját, és az irodalmi Nobel-díjra is esélyesnek tartják.
Jelenleg Koppenhágában él.

## Könyvei
- I dagens anledning (novellák) – 1968
- Baby (regény) – 1973
- Lille Jonna (regény) – 1977
- Den lange sommer (regény) – 1979
- Himmel og helvede (regény) – 1982
- Den yderste grænse (regény) – 1987
- Elskede ukendte (regény) – 1994
- Bonsai (regény) – 2000
- Ingenmandsland (regény) – 2003
- Førkrigstid (regény) – 2006
- Erindring om kærligheden (regény) – 2016
- Indtil vanvid, indtil døden (regény) – 2020[7]
- Mørket bag dig (regény) - 2023

## Magyarul megjelent
- Őrülten és halálosan (Indtil vanvid, indtil døden) – Typotex, Budapest, 2025 · ISBN 9789634933274 · Fordította: Soós Anita

## Díjai
- 1974 – Otto Gelsted-díj
- 1996 – Tagea Brandts ösztöndíj
- 2000 – A Dán Akadémia Nagydíja[8]
- 2017 – Az Északi Tanács Irodalmi Díja[9]

## Fordítás
- Ez a szócikk részben vagy egészben  a   Kirsten Thorup című angol Wikipédia-szócikk fordításán alapul.  Az eredeti cikk szerkesztőit annak laptörténete sorolja fel. Ez a jelzés csupán a megfogalmazás eredetét és a szerzői jogokat jelzi, nem szolgál a cikkben szereplő információk forrásmegjelöléseként.